# Alan Leo
William Frederick Allan, dit Alan Leo, né le 7 août 1860 à Westminster et mort le 30 août 1917 à Bude (Cornouailles), est un astrologue, théosophe et franc-maçon britannique.

## Biographie
Il est considéré par beaucoup comme le père de l'astrologie moderne.
À la différence de ses contemporains, obsédés par la prédiction astrologique, Alan Leo mettait l'accent sur l'étude du caractère. Il fit évoluer le statut judiciaire des astrologues en Angleterre après avoir été poursuivi par Scotland Yard. En effet, une loi ancienne prohibait la profession de divination avec des peines qui pouvaient aller jusqu'à la prison. Alan Leo fut condamné à une amende, mais, rapporte Wilhelm Knappich : « protestations et pétitions affluèrent alors à la Chambre des communes pour réclamer l'abolition de cette loi anachronique ». Finalement, le premier ministre, sous la pression, dut déclarer qu'il ne fallait pas considérer les « études de caractère » et les travaux similaires comme de la divination.
Alan Leo fut un membre actif de la Société théosophique britannique au sein de laquelle il participa à la fondation d'une branche à Brixton, S. W., appelée « Philalethian ». Il est l'auteur d'une trentaine d'ouvrages, dont très peu ont été traduits en français.

## Ouvrages traduits en français
- L'Horoscope et comment le tirer, Guy Trédaniel, 1987
- L'Horoscope en détail, avec H. S. Green, Guy Trédaniel, 1987
- L'Analyse raisonnée de l'astrologie, avec Alfred H. Barley, Guy Trédaniel, 1987
- L'Astrologie de tout le monde, Guy Trédaniel, 1990  (ISBN 2-85707-397-6)

## Sources
- Jacques Halbronn, La Vie astrologique il y a cent ans, d'Alan Leo à F. Ch. Barlet, éditions La Grande Conjonction, 1992
- (en) James Herschel Holden, A History of Horoscopic Astrology, American Federation of Astrologers, 2e édition, 1996.